# (466547) 2014 SD291
(466547) 2014 SD291 es un asteroide perteneciente al cinturón de asteroides, descubierto el 21 de febrero de 1995 por el equipo Spacewatch desde el Observatorio Nacional de Kitt Peak (Arizona, Estados Unidos).